# 中部航空警戒管制団
中部航空警戒管制団（ちゅうぶこうくうけいかいかんせいだん、英称：Central Aircraft Control and Warning Wing）とは、航空総隊隷下中部航空方面隊に属する航空警戒管制団である。司令部は入間基地（埼玉県狭山市）に所在している。
中部防衛区域（東北南部～四国東部地域）の領空や周辺空域をレーダーで監視しており、領空侵犯の恐れのある国籍不明機を発見した場合には、近隣の戦闘航空団などに緊急連絡を行うとともに、スクランブル発進（緊急発進）した要撃機の誘導（地上要撃管制）を行っている。また、入間基地の管理業務も担当している。

## 沿革
- 1954年（昭和29年）10月1日 - 米軍ジョンソン基地に航空自衛隊東部訓練航空警戒隊として編成[1][2]。
- 1956年（昭和31年）9月1日 - 東部訓練航空警戒隊を東部訓練航空警戒群に改編[1][2]。
- 1957年（昭和32年）9月2日 - 訓練指導部隊であった中部訓練航空警戒群を廃止（8月1日）し、東部訓練航空警戒群を中部訓練航空警戒群に改称[2]。
- 1958年（昭和33年）10月1日 - 中部訓練航空警戒群を中部航空警戒管制群に改編[1][2]。
- 1961年（昭和36年）7月15日 - 中部航空警戒管制群を中部航空警戒管制団に改編[1][2]。
- 1964年（昭和39年）
  - 7月20日 - 中部航空警戒管制団オリンピック協力本部・管理隊編成完結[3]。
  - 11月15日 - 中部航空警戒管制団オリンピック協力本部・管理隊廃止[3]。
- 2008年（平成20年）
  - 3月16日 - 第9移動警戒隊（小松基地）を廃止[4]。
  - 3月26日 - 第9移動警戒隊の隊員約20人と主要器材が第2移動警戒隊（入間基地）に統合[4]。
- 2021年（令和03年）7月1日 - 第1警戒群、第23警戒群、第27警戒群を第1警戒隊[5]、第23警戒隊[6]、第27警戒隊[7]にそれぞれ改編。
- 時期不明：中部航空警戒管制団内に自衛隊入間病院設置に伴う人員配置[8]。

## 部隊編成

防空監視所（固定レーダー基地）配置。数字は警戒群・隊

- 中部航空警戒管制団司令部 - （入間基地）
  - 監理部
  - 人事部
  - 防衛部
  - 装備部
- 中部防空管制群 - （入間基地）
  - 防空管制隊
  - 警戒通信隊
- 整備補給群 - （入間基地）
  - 整備隊
  - 車両器材隊
  - 補給隊
- 基地業務群 - （入間基地）
  - 施設隊
  - 通信隊
  - 管理隊
  - 業務隊
  - 会計隊
  - 衛生隊
- 第1警戒隊 - （笠取山分屯基地）
- 第5警戒隊 - （串本分屯基地）
- 第22警戒隊 - （御前崎分屯基地）
- 第23警戒隊 - （輪島分屯基地）
- 第27警戒隊 - （大滝根山分屯基地）
- 第35警戒隊 - （経ヶ岬分屯基地）
- 第44警戒隊 - （峯岡山分屯基地）
- 第46警戒隊 - （佐渡分屯基地）
- 第2移動警戒隊 - （入間基地）

## 主要幹部
| 官職名                                 | 階級    | 氏名     | 補職発令日     | 前職                                   |
| -------------------------------------- | ------- | -------- | -------------- | -------------------------------------- |
| 中部航空警戒管制団司令 兼 入間基地司令 | 空将補  | 杉山公俊 | 2024年12月20日 | 宇宙作戦群司令                         |
| 副司令                                 | 1等空佐 | 武田剛   | 2024年09月17日 | 中部航空警戒管制団 中部防空管制群司令  |
| 中部防空管制群司令                     | 1等空佐 | 飯田隆生 | 2024年09月17日 | 偵察航空隊副司令                       |
| 整備補給群司令                         | 1等空佐 | 飛世知則 | 2022年11月14日 | 航空幕僚監部人事教育部募集・援護課勤務 |
| 基地業務群司令                         | 1等空佐 | 中修一郎 | 2024年08月02日 | 航空自衛隊第3術科学校第1教育部長       |

| 代 | 氏名                 | 在職期間                                                   | 出身校・期                       | 前職                                         | 後職                                       |
| -- | -------------------- | ---------------------------------------------------------- | -------------------------------- | -------------------------------------------- | ------------------------------------------ |
| 01 | 猪子輝雄 （1等空佐） | 1961年07月15日 - 1962年07月15日                            | 陸士47期                         | 航空幕僚監部勤務                             | 管制教育団副司令                           |
| 02 | 中村雅郎             | 1962年07月16日 - 1963年07月31日                            | 陸士44期・ 陸大51期              | 防衛大学校訓練部長                           | 航空自衛隊幹部学校副校長 兼 市ヶ谷基地司令 |
| 03 | 植弘親孝             | 1963年08月01日 - 1964年07月15日                            | 陸士47期・ 陸大55期              | 航空幕僚監部監理部総務課長                   | 統合幕僚学校副校長                         |
| 04 | 固武二郎             | 1964年07月16日 - 1966年02月15日                            | 陸士48期・ 陸大60期              | 北部航空方面隊司令部幕僚長                   | 航空自衛隊第2術科学校長                    |
| 05 | 山口二三             | 1966年02月16日 - 1967年07月16日                            | 陸士49期・ 陸大57期              | 航空幕僚監部防衛部付                         | 航空幕僚監部防衛部長                       |
| 06 | 白川元春             | 1967年07月17日 - 1968年03月25日                            | 陸航士51期・ 陸大58期            | 西部航空方面隊司令部幕僚長                   | 航空総隊司令部幕僚長                       |
| 07 | 石井信太郎           | 1968年03月26日 - 1970年07月15日 ※1968年07月01日 空将補昇任 | 海兵66期                         | 航空自衛隊補給統制処勤務 （1等空佐）         | 航空自衛隊第5術科学校長                    |
| 08 | 野口美喜雄           | 1970年07月16日 - 1972年02月15日                            | 陸士52期・ 陸大60期              | 航空幕僚監部人事教育部副部長                 | 航空自衛隊第5術科学校長                    |
| 09 | 田鍋秀雄             | 1972年02月16日 - 1974年02月28日 ※1972年07月01日 空将補昇任 | 陸航士55期                       | 航空総隊司令部防衛部長 （1等空佐）           | 航空自衛隊術科教育本部幹事                 |
| 10 | 二川有誠             | 1974年03月01日 - 1976年03月15日                            | 陸士55期                         | 西部航空方面隊司令部幕僚長                   | 西部航空方面隊司令部付 →1976年7月1日 退職  |
| 11 | 田中三元             | 1976年03月16日 - 1977年10月19日                            | 陸士57期                         | 中部航空警戒管制団副司令                     | 航空幕僚監部付 →1978年4月1日 退職          |
| 12 | 山口東二             | 1977年10月20日 - 1979年03月15日                            | 陸航士58期                       | 防衛大学校教授                               | 西部航空方面隊司令部付 →1979年4月1日 退職  |
| 13 | 長谷清               | 1979年03月16日 - 1980年03月16日                            | 海兵74期・ 日本大学 昭和24年卒   | 中部航空方面隊司令部幕僚長                   | 航空幕僚監部付                             |
| 14 | 朱谷真人             | 1980年03月17日 - 1982年03月15日                            | 陸航士60期・ 三重農専 昭和24年卒 | 第2高射群司令                                | 航空幕僚監部付 →1982年7月1日 退職          |
| 15 | 白井熊一             | 1982年03月16日 - 1983年07月31日                            | 日本大学 昭和27年卒              | 西部航空方面隊司令部幕僚長                   | 航空自衛隊第3補給処長 （空将昇任）         |
| 16 | 麻川仁               | 1983年08月01日 - 1985年02月28日                            | 群馬大学・ 3期幹候               | 西部航空方面隊司令部幕僚長                   | 航空自衛隊術科教育本部幹事                 |
| 17 | 鍜治茂               | 1985年03月01日 - 1986年06月16日                            | 山形大学・ 3期幹候               | 中部航空方面隊司令部幕僚長                   | 航空自衛隊幹部候補生学校長 兼 奈良基地司令 |
| 18 | 政狩圭亮             | 1986年06月17日 - 1988年03月15日                            | 防大1期                          | 第3航空団司令 兼 三沢基地司令                | 航空自衛隊幹部候補生学校長 兼 奈良基地司令 |
| 19 | 田中厚彦             | 1988年03月16日 - 1989年10月16日                            | 防大4期                          | 中部航空方面隊司令部幕僚長                   | 航空自衛隊第2術科学校長                    |
| 20 | 朝倉謙               | 1989年10月17日 - 1991年03月15日                            | 防大3期                          | 航空自衛隊第1補給処長 兼 木更津基地司令      | 航空自衛隊第4術科学校長 兼 熊谷基地司令    |
| 21 | 近藤五朗             | 1991年03月16日 - 1993年06月30日                            | 防大5期                          | 航空幕僚監部調査部長                         | 退職                                       |
| 22 | 岡部輝生             | 1993年07月01日 - 1994年06月30日                            | 防大7期                          | 航空幕僚監部技術部長                         | 航空開発実験集団司令官 （空将昇任）        |
| 23 | 西田憲正             | 1994年07月01日 - 1996年03月24日                            | 防大6期                          | 航空自衛隊幹部学校副校長 兼 企画室長         | 退職                                       |
| 24 | 西川正長             | 1996年03月25日 - 1997年06月30日                            | 防大10期                         | 航空幕僚監部監理部長                         | 南西航空混成団司令 （空将昇任）            |
| 25 | 越智通隆             | 1997年07月01日 - 1999年03月30日                            | 防大11期                         | 統合幕僚会議事務局第4幕僚室長                | 航空教育集団司令部幕僚長                   |
| 26 | 三澤守               | 1999年03月31日 - 2000年06月29日                            | 防大12期                         | 航空自衛隊第4術科学校長 兼 熊谷基地司令      | 北部航空方面隊副司令官                     |
| 27 | 永田久雄             | 2000年06月30日 - 2002年03月21日                            | 防大17期                         | 第8航空団司令 兼 築城基地司令                | 統合幕僚会議事務局第1幕僚室長              |
| 28 | 双石芳則             | 2002年03月22日 - 2003年06月30日                            | 防大16期                         | 第83航空隊司令 兼 那覇基地司令               | 西部航空方面隊副司令官                     |
| 29 | 正岡富士夫           | 2003年07月01日 - 2004年08月29日                            | 防大15期                         | 航空自衛隊第2術科学校長                      | 中部航空方面隊副司令官                     |
| 30 | 石井光政             | 2004年08月30日 - 2006年08月03日                            | 防大17期                         | 航空自衛隊幹部学校副校長                     | 航空自衛隊第4術科学校長 兼 熊谷基地司令    |
| 31 | 廣中雅之             | 2006年08月04日 - 2008年07月31日                            | 防大23期                         | 航空自衛隊幹部学校副校長                     | 航空幕僚監部人事教育部長                   |
| 32 | 池田勝               | 2008年08月01日 - 2010年03月28日                            | 防大21期                         | 航空システム通信隊司令                       | 退職                                       |
| 33 | 國分雅宏             | 2010年03月29日 - 2012年07月25日                            | 防大25期                         | 航空自衛隊第4術科学校長 兼 熊谷基地司令      | 航空総隊司令部幕僚長                       |
| 34 | 田中幹士             | 2012年07月26日 - 2014年08月04日                            | 防大28期                         | 北部航空警戒管制団司令                       | 西部航空方面隊副司令官                     |
| 35 | 山本祐一             | 2014年08月05日 - 2016年12月19日                            | 防大26期                         | 第6航空団司令 兼 小松基地司令                | 退職                                       |
| 36 | 中原茂樹             | 2016年12月20日 - 2017年12月19日                            | 防大27期                         | 航空自衛隊第3術科学校長 兼 芦屋基地司令      | 退職                                       |
| 37 | 影浦誠樹             | 2017年12月20日 - 2019年03月31日                            | 防大33期                         | 防衛大学校防衛学教育学群長 兼 防衛大学校教授 | 南西航空方面隊副司令官                     |
| 38 | 岩城公隆             | 2019年04月01日 - 2020年03月25日                            | 防大32期                         | 航空自衛隊第4補給処長                        | 航空自衛隊第3術科学校長 兼 芦屋基地司令    |
| 39 | 津曲明一             | 2020年03月26日 - 2022年03月17日                            | 防大34期                         | 航空自衛隊第3補給処長                        | 航空自衛隊第4術科学校長 兼 熊谷基地司令    |
| 40 | 小野打泰子           | 2022年03月17日 - 2023年08月28日                            | 青山学院大学・ 77期幹候          | 航空自衛隊第4術科学校長 兼 熊谷基地司令      | 退職                                       |
| 41 | 佐藤網夫             | 2023年08月29日 - 2024年12月19日                            | 生徒30期・ 防大35期              | 統合幕僚監部指揮通信システム部長             | 統合幕僚学校長                             |
| 42 | 杉山公俊             | 2024年12月20日 -                                           | 防大38期                         | 宇宙作戦群司令                               |                                            |